# Đại học Lausanne

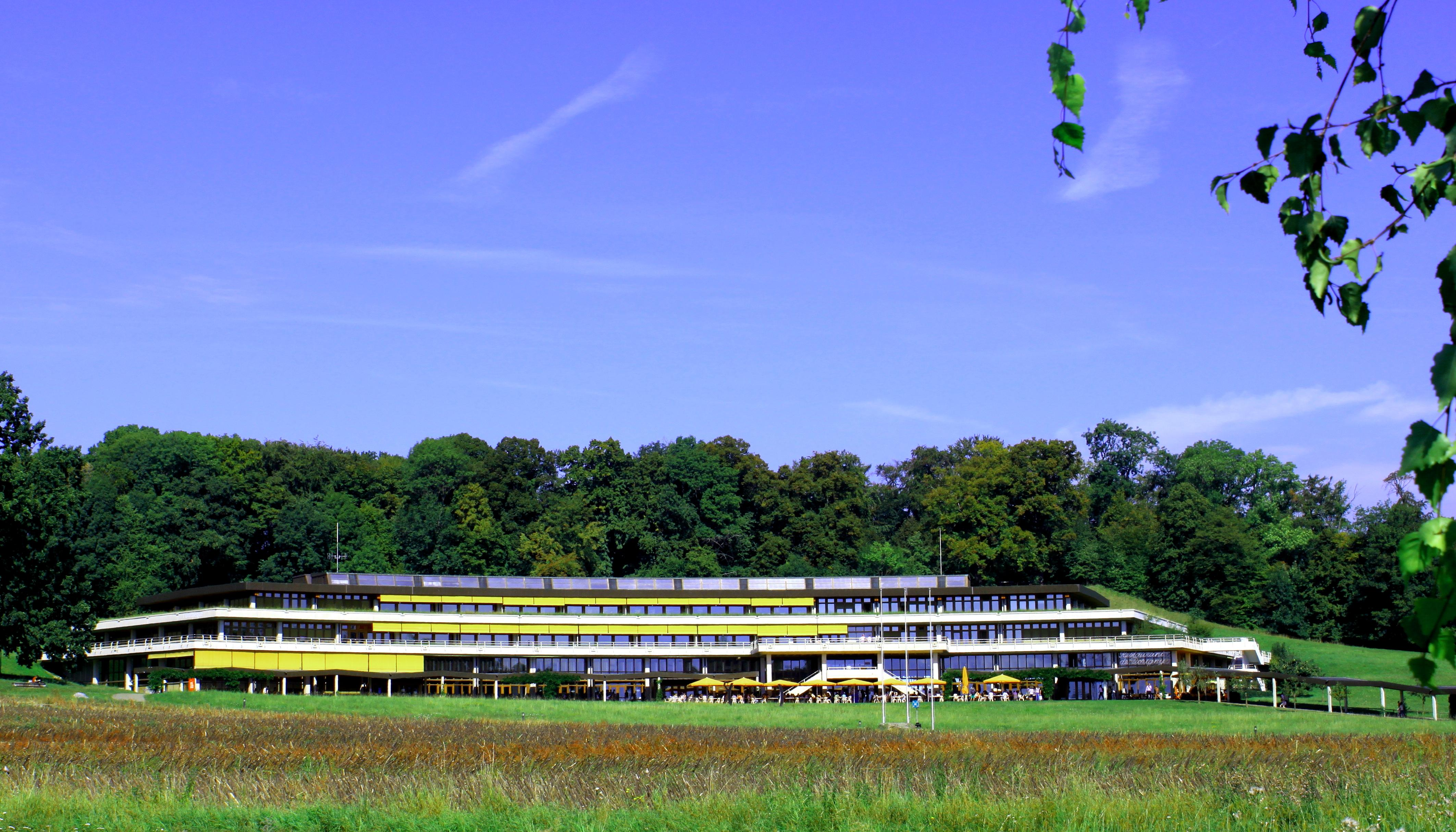

Đại học Lausanne (tiếng Anh: University of Lausanne, tiếng Pháp: Université de Lausanne hay UNIL) là một trường đại học tại Lausanne, Thụy Sĩ, được thành lập vào năm 1537 với chức năng ban đầu là giáo dục về thần học Kháng Cách  trước khi chính thức trở thành đại học vào năm 1890. Số liệu thống kê năm 2017 ước tính có khoảng 15.000 sinh viên và 3.300 nhà nghiên cứu đang học tập và làm việc tại Đại học Lausanne. Trong số đó có 1.500 sinh viên quốc tế đến từ 120 quốc gia đang theo học tại trường theo các chương trình trao đổi sinh viên với các đại học danh tiếng trên toàn thế giới.
Trước năm 2005, trường áp dụng hệ thống giáo dục theo mô hình của Pháp với một số ít điều chỉnh. Hiện tại, mô hình đào tạo của trường dựa theo yêu cầu của hệ thống Bologna. Năm 2011, theo đánh giá của Times Higher Education World University Rankings, Đại học Lausanne được xếp ở vị trí 116 toàn cầu. Theo đánh giá của Đại học Leiden, Đại học Lausanne là một trong những cơ sở nghiên cứu hàng đầu tại châu Âu (hạng 5) và thế giới (hạng 45). Đại học Lausanne, cùng với trường Đại học bách khoa liên bang Lausanne (EPFL), đã hình thành quần thể giáo dục đại học rộng lớn bên bờ hồ Léman.

## Các khoa
Đại học Lausanne bao gồm 7 chuyên khoa chính:
- Khoa Văn
- Khoa Luật và khoa học tội phạm
- Khoa Nghiên cứu thương mại nâng cao (HEC)
- Khoa Khoa học xã hội và Chính trị (SSP) với 4 chuyên ngành đạo tạo:
  - Chính trị
  - Xã hội
  - Tâm lý
  - Thể thao và giáo dục thể chất
- Khoa Thần học và khoa học tôn giáo
- Khoa Y Sinh (FBM), bao gồm Bệnh viện Đại học bang Vaud
- Khoa Địa lý và Môi trường (FGSE)

## Xếp hạng
Đại học Leiden, dựa trên tiêu chí trích dẫn trong một nghiên cứu" (citations-per-publication (CPP)), xếp hạng như sau:
| Năm  | Trong Thụy Sĩ | Trong châu Âu | Trên thế giới |
| ---- | ------------- | ------------- | ------------- |
| 2010 | 1             | 1             | 22            |
| 2008 | 1             | 1             | 31            |

Times Higher Education World University Rankings xếp hạng như sau:
| Năm  | Trong Thụy Sĩ | Trong châu Âu | Trên thế giới |
| ---- | ------------- | ------------- | ------------- |
| 2023 | -             | -             | 135           |
| 2022 | -             | -             | 176           |
| 2011 | 6             | 41            | 116           |
| 2010 | 6             | 44            | 136           |

QS World University Rankings xếp hạng như sau:
| Năm  | Trong Thụy Sĩ | Trong châu Âu | Trên thế giới |
| ---- | ------------- | ------------- | ------------- |
| 2023 | -             | -             | 203           |
| 2022 | -             | -             | 176           |
| 2011 | 5             | -             | 136           |
| 2010 | 6             | -             | 152           |

Academic Ranking of World Universities [ARWU] xếp hạng như sau:
| Năm  | Trong Thụy Sĩ | Trong châu Âu | Trên thế giới |
| ---- | ------------- | ------------- | ------------- |
| 2022 | 6-7           | -             | 101-150       |
| 2021 | 6-7           | -             | 101-150       |
| 2011 | 7             | -             | 201 - 300     |
| 2010 | 7             | 75 - 123      | 201 - 300     |
| 2009 | 7             | 80 - 125      | 201 - 302     |
| 2008 | 7             | 80 - 124      | 201 - 302     |
| 2007 | 7             | 81 - 123      | 203 - 304     |
| 2006 | 7             | 79 - 122      | 201 - 300     |
| 2005 | 7             | 124 - 168     | 301 - 400     |
| 2004 | -             | -             | 302 - 403     |
| 2003 | -             | -             | 301 - 350     |

## Hình ảnh

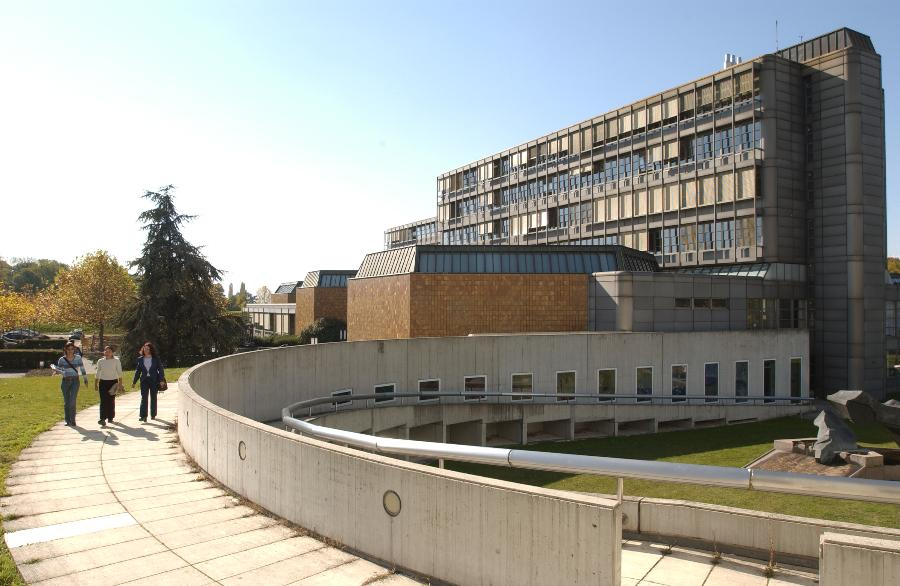
Internef, tòa nhà chính của Khoa nghiên cứu thương mại nâng cao (HEC) đồng thời cũng là nơi đặt cơ sở của Thư viện Luật và Khoa học kinh tế, một trong 4 cơ sở của Thư viện đại học Lausanne và bang Vaud
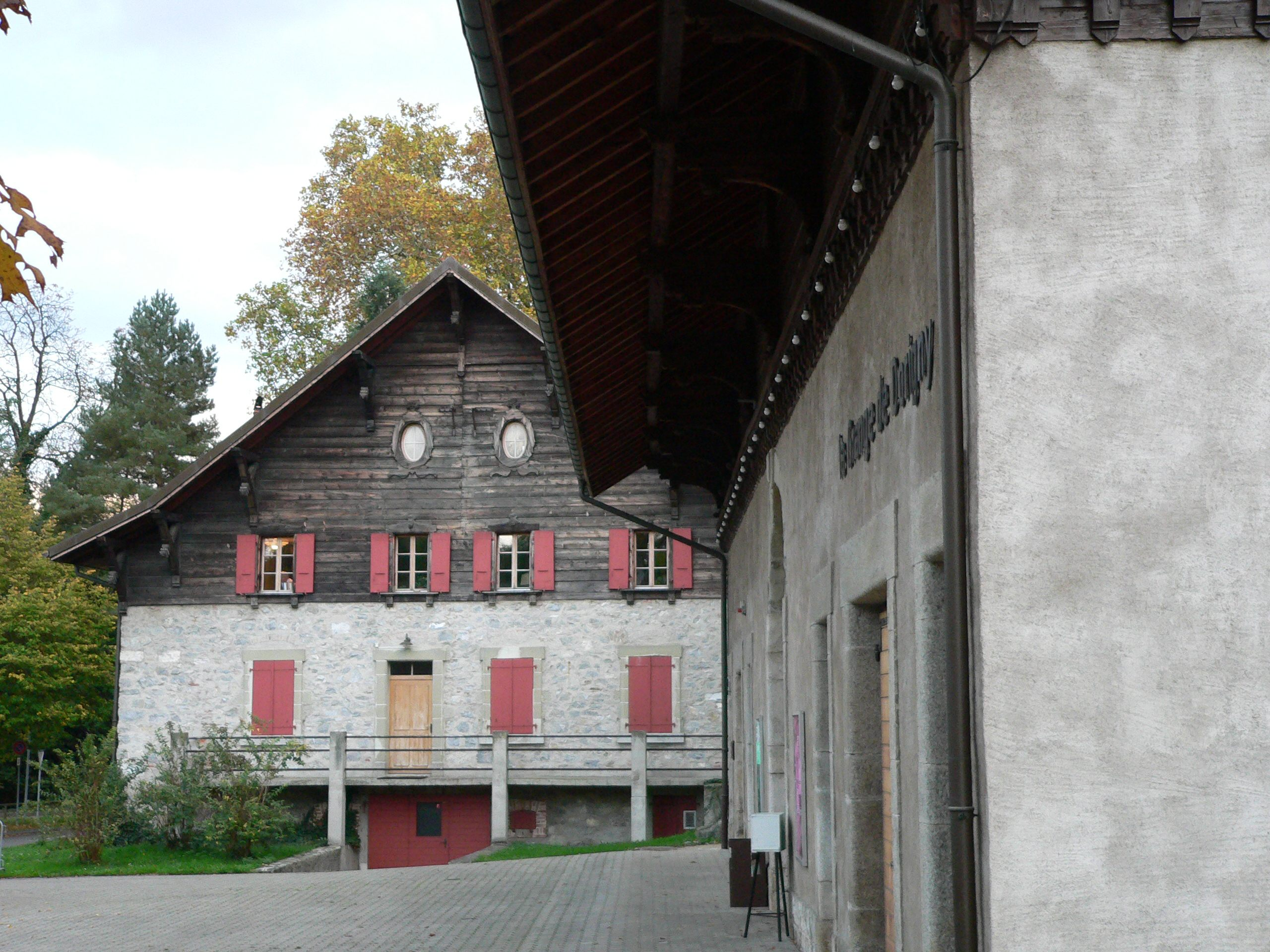
La Grange de Dorigny (bên phải), sân khấu chính của Đại học Lausanne et la Ferme de Dorigny (phía sau), nơi đặt trụ sở chính của Quỹ Jean-Monnet cho các sinh viên châu Âu
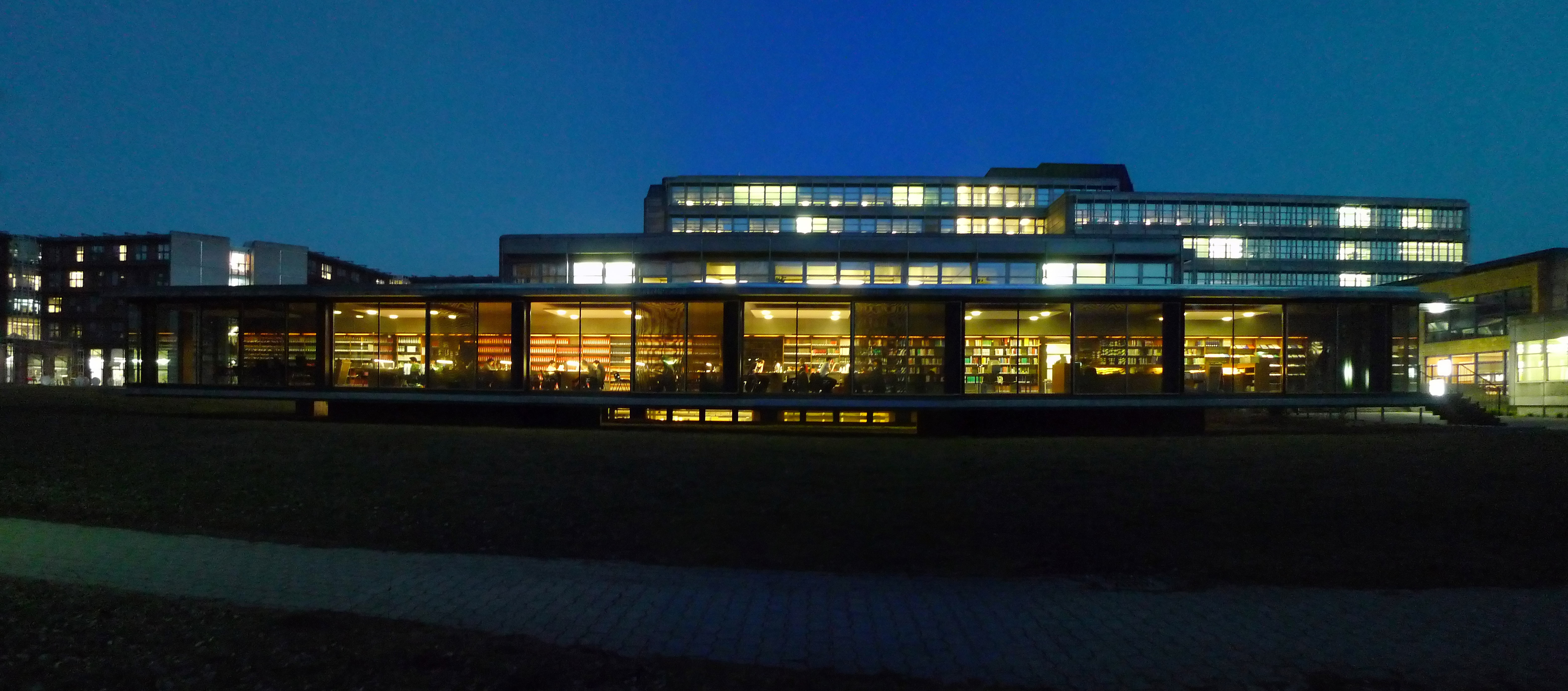
Thư viện Édouard Fleuret
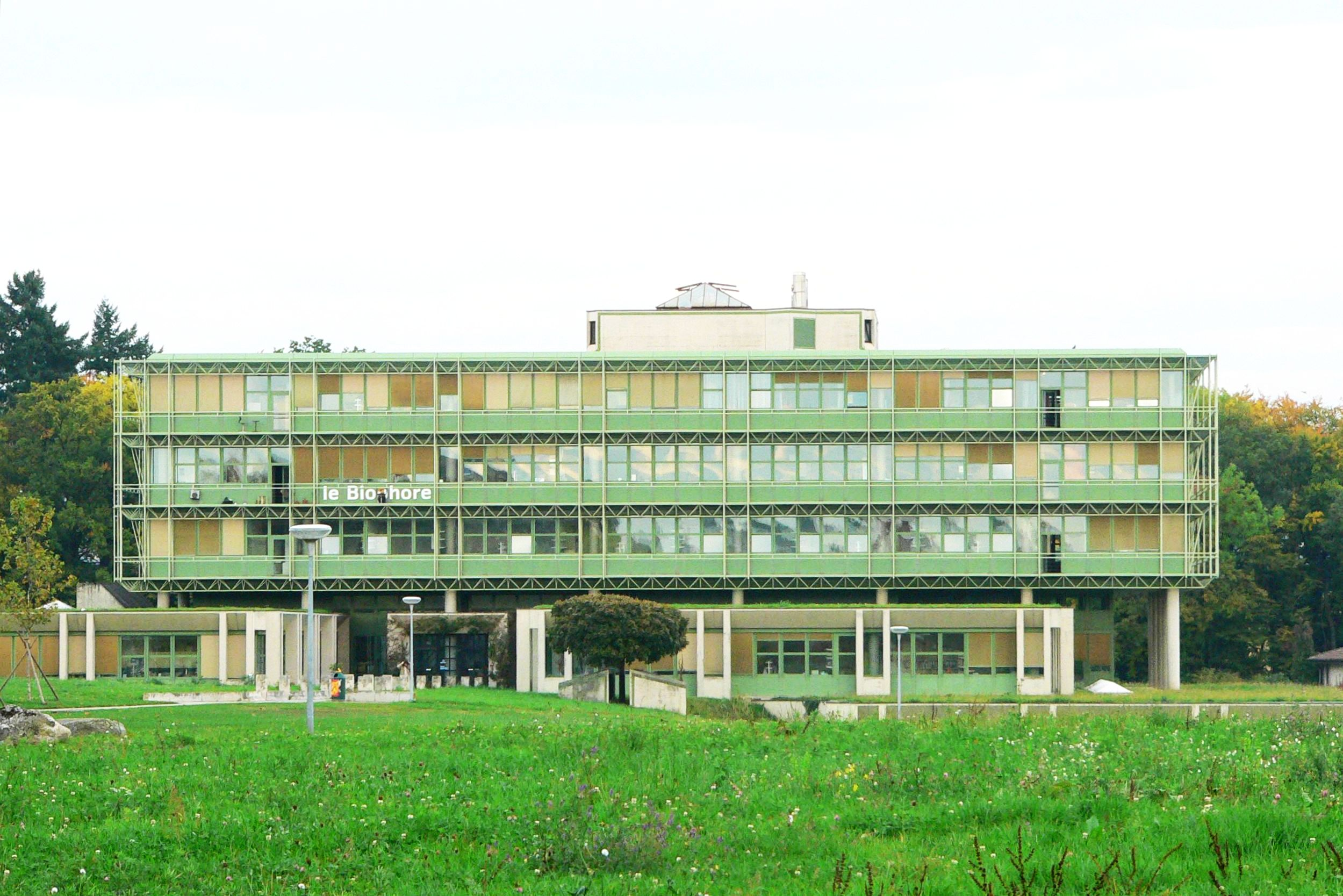
Biophore, tòa nhà của bộ môn sinh học, khánh thành vào năm 1983
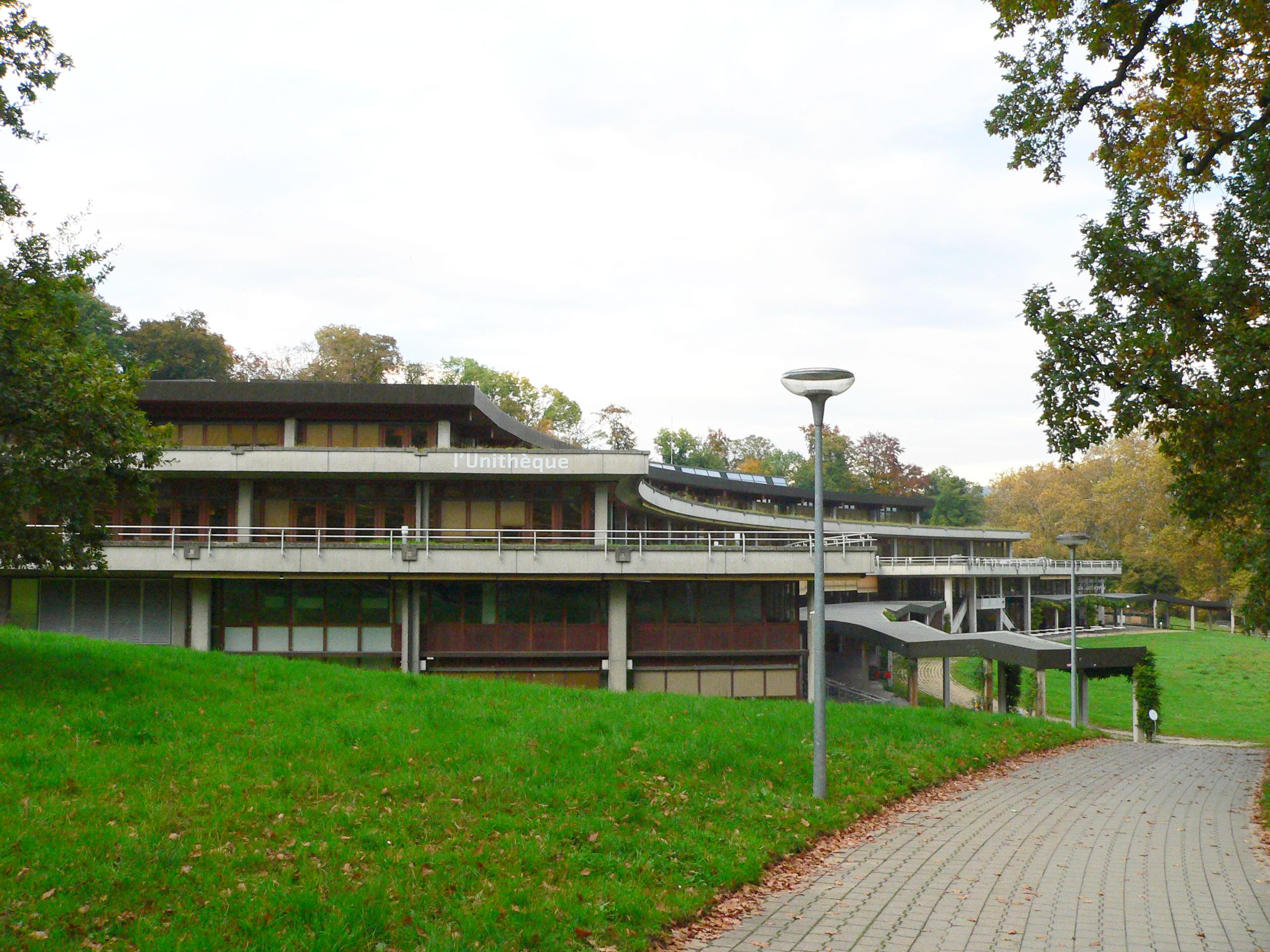
Tòa nhà Unithèque, khánh thành năm 1982
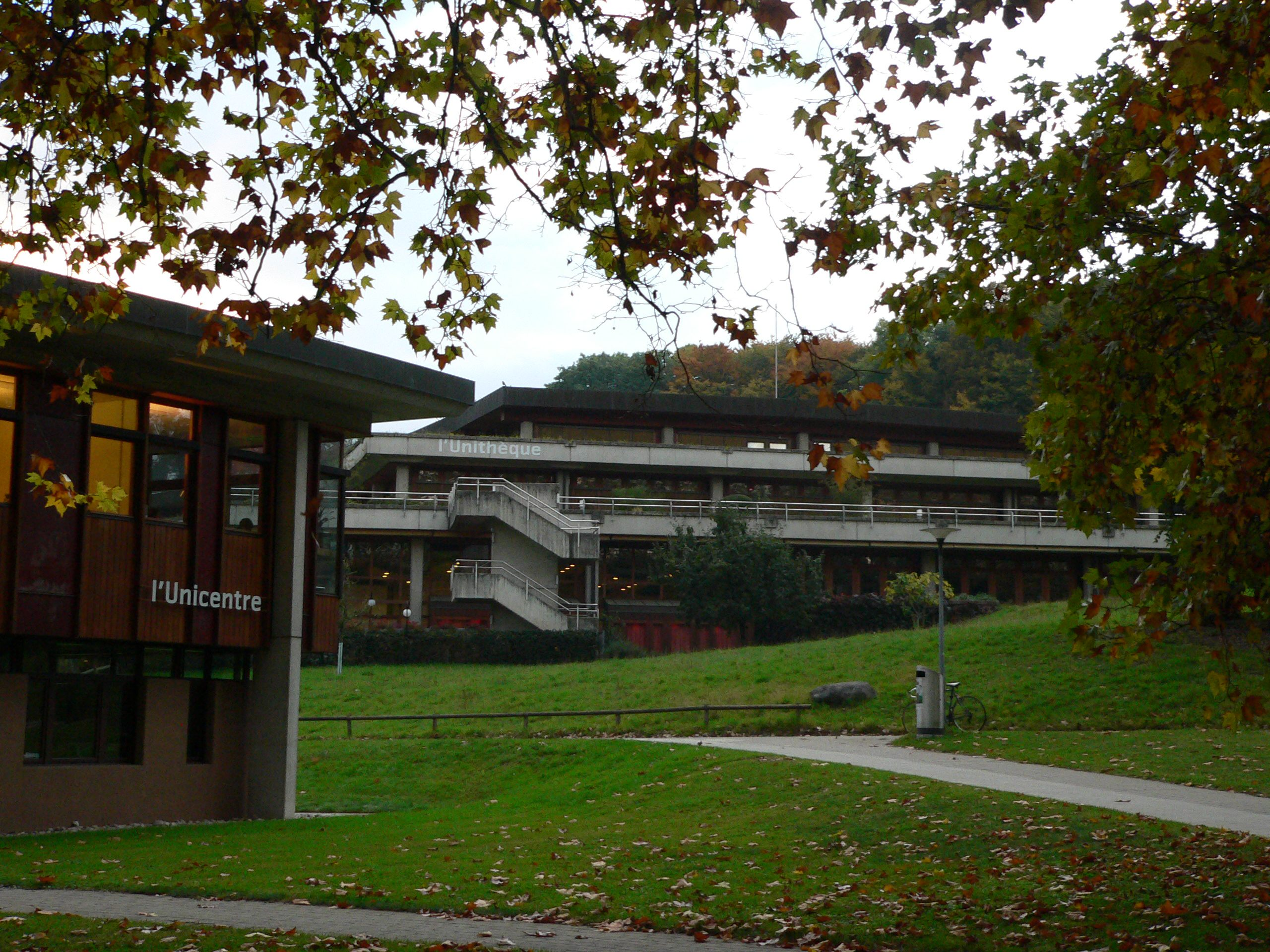
Tòa nhà Unithèque và Unicentre
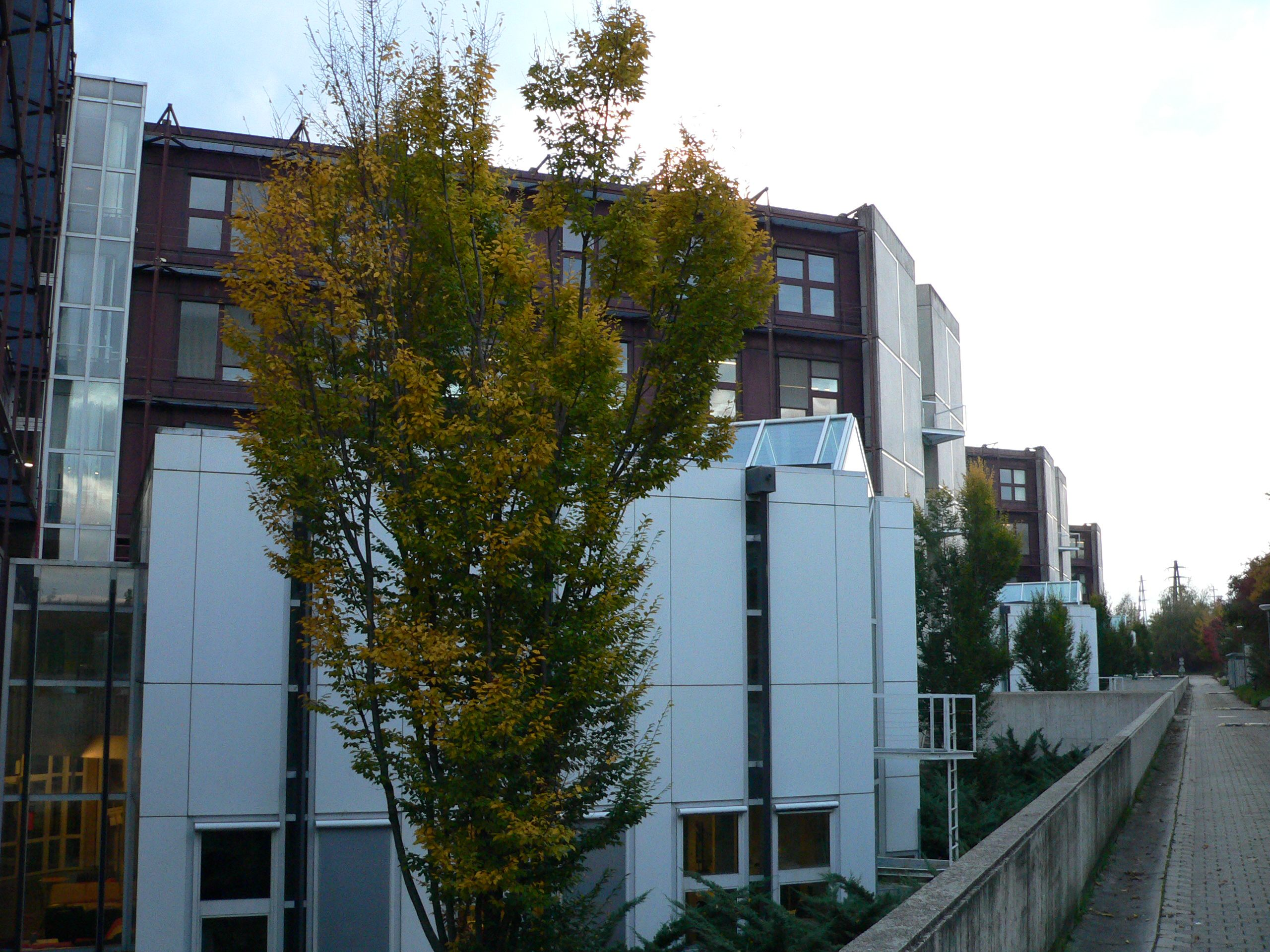
Tòa nhà Anthropole

## Cựu sinh viên

### Hoàng thân
- Bhumibol Adulyadej, Vua Thái Lan
- Ananda Mahidol, Vua Thái Lan
- Galyani Vadhana, công chúa Thái Lan
- Bernhard of the Netherlands, hoàng tử Hà Lan
- Viera Gedroitz, công chúa Lithunia

### Chính khách
- Daniel-Henri Druey, cựu Tổng thống Liên bang Thụy Sĩ
- Constant Fornerod, cựu Tổng thống Liên bang Thụy Sĩ
- Paul Ceresole, cựu Tổng thống Liên bang Thụy Sĩ
- Antoine Louis John Ruchonnet, cựu Tổng thống Liên bang Thụy Sĩ
- Eugène Ruffy, cựu Tổng thống Liên bang Thụy Sĩ
- Marc-Emile Ruchet, cựu Tổng thống Liên bang Thụy Sĩ
- Ernest Chuard, cựu Tổng thống Liên bang Thụy Sĩ
- Marcel Pilet-Golaz, cựu Tổng thống Liên bang Thụy Sĩ
- Georges-André Chevallaz, cựu Tổng thống Liên bang Thụy Sĩ
- Pascal Couchepin, cựu Tổng thống Liên bang Thụy Sĩ
- Jean-Pascal Delamuraz, former President of the Swiss Confederation
- İsmail Cem, cựu Bộ trưởng Bộ ngoại giao Thổ Nhĩ Kỳ
- Şemsettin Günaltay, cựu Thủ tướng Thổ Nhĩ Kỳ
- Pascoal Mocumbi, cựu Thủ tướng Mozambique
- Mohammad Sa'ed, cựu Thủ tướng Iran
- Jonas Savimbi, người cầm đầu UNITA, quân phiến loạn chống cộng ở Angola

### Doanh nhân
- Louis C. Camilleri, CEO của Philip Morris International
- Jean-Claude Biver, CEO của Hublot

### Nhà văn
- Edmond Pidoux, nhà thơ và tiểu thuyết gia Thụy Sĩ
- Charles Ferdinand Ramuz, nhà văn Thụy Sĩ

### Những người nổi tiếng khác
- Sepp Blatter, Chủ tịch FIFA
- Max Huber, nhà ngoại giao và luật sư luật quốc tế
- Christophe Keckeis, tổng tham mưu trưởng quân đội Thụy Sĩ
- Claude Nicollier, phi hành gia Thụy Sĩ
- Bertrand Piccard, nhà tâm lý học, du hành gia khinh khí cầu Thụy Sĩ
- Jean Piccard, nhà hóa học, kĩ sư, giáo sư, du hành gia khinh khí cầu người Mỹ gốc Thụy Sĩ
- Alexandre Yersin, bác sĩ mang hai dòng máu Thụy Sĩ và Pháp, người đồng phát hiện ra vi khuẩn gây bệnh dịch hạch
- Luc E. Weber, hiệu trưởng, giáo sư erimitus, Đại học Geneva